# Industrieverband Fahrzeugbau

IFA-logo

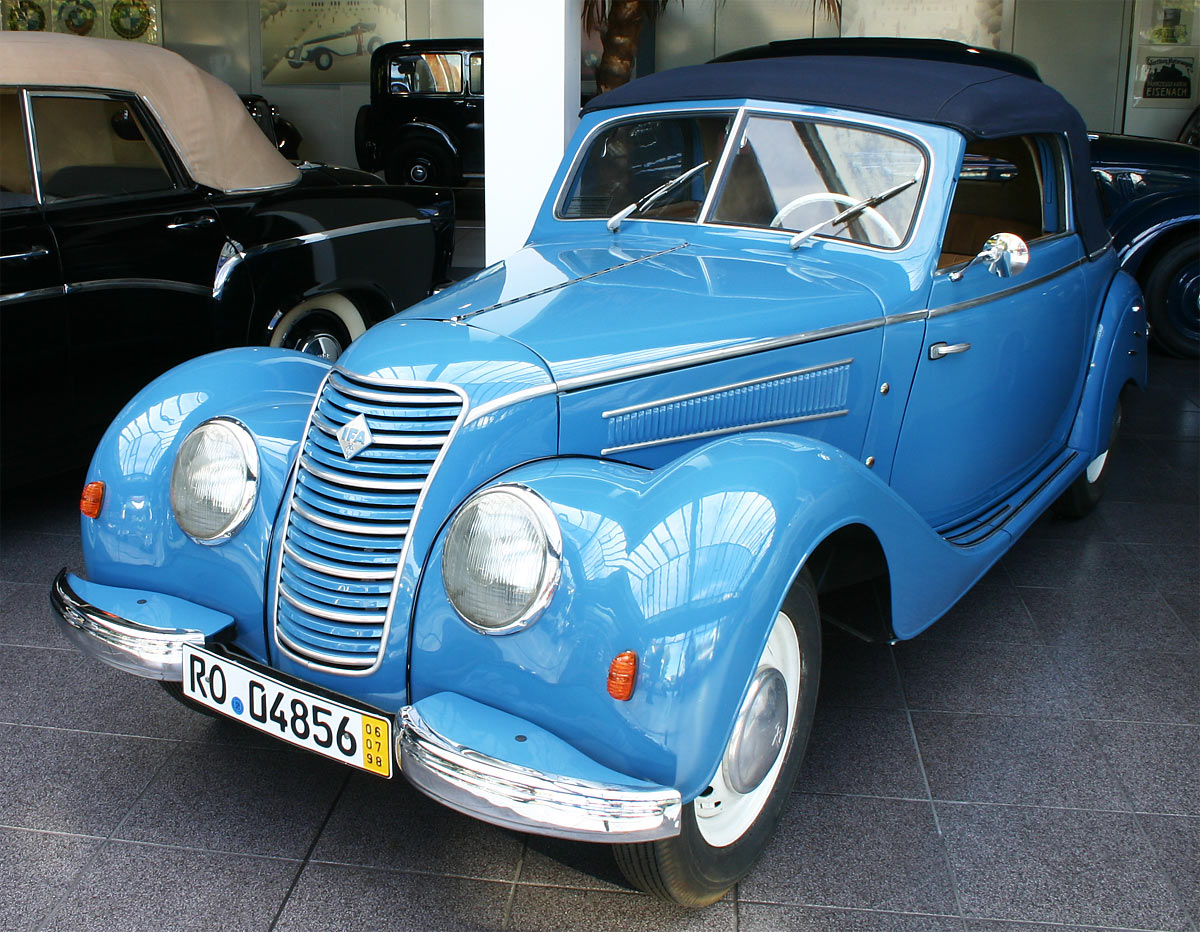
IFA F8 Export-Cabriolet

IFA (Industrieverband Fahrzeugbau) was de overkoepelende organisatie van de Oost-Duitse motor- en auto-industrie. Onder de naam IFA werden in de DDR zowel personenauto's, vrachtauto's, landbouwvoertuigen als motorfietsen en (brom-)fietsen geproduceerd.

## IFA Personenauto's
Het IFA-Kombinat Personenkraftwagen Karl-Marx-Stadt omvatte de volgende fabrieken:
In de voormalige fabrieken van Audi en Horch in Zwickau werden de IFA F8, F9, Sachsenring P240, AWZ P70 en later de Trabant geproduceerd.
In de voormalige fabriek van BMW in Eisenach werden de EMW 321, 340 en 327, IFA F9 en later de Wartburg gemaakt.
In Karl-Marx-Stadt (nu: Chemnitz) werden de Framo en later de Barkas gemaakt.
Ook de fabrikanten van diverse aanhangwagens, vouwwagens (Camptourist, in Nederland verkocht als Alpenkreuzer) en caravanmodellen QEK, Bastei en Intercamp behoorden tot dit Kombinat.

## IFA Tweewielers
Het VEB IFA-Kombinat für Zweiradfahrzeuge omvatte de volgende fabrieken:
VEB Motorradwerk Zschopau. In de motorwereld was IFA bekend van de IFA-DKW, die na een rechtszaak van de West-Duitse Auto-Union, waar ook DKW onder viel, nog slechts IFA heette. Vanaf 1956 werd de merknaam MZ. In de IFA-periode werden modellen van 123- tot 346 cc gemaakt. Deze laatste had een tweecilinder tweetakt-boxermotor en cardanaandrijving.
In de stad Suhl werden de bekende bromfietsen van het merk Simson geproduceerd. Enkele bekende modellen zijn de Simson Schwalbe en Simson Star. Deze fabriek, beter bekend onder VEB Fahrzeug und Jagwaffenwerk Simson Suhl was een van de grootste fabrikanten van tweewielers ter wereld.
Onder deze divisie vielen ook scooterfabrikant IWL en de fabrikanten van de fietsen Diamant en Mifa.

## IFA Vrachtwagens

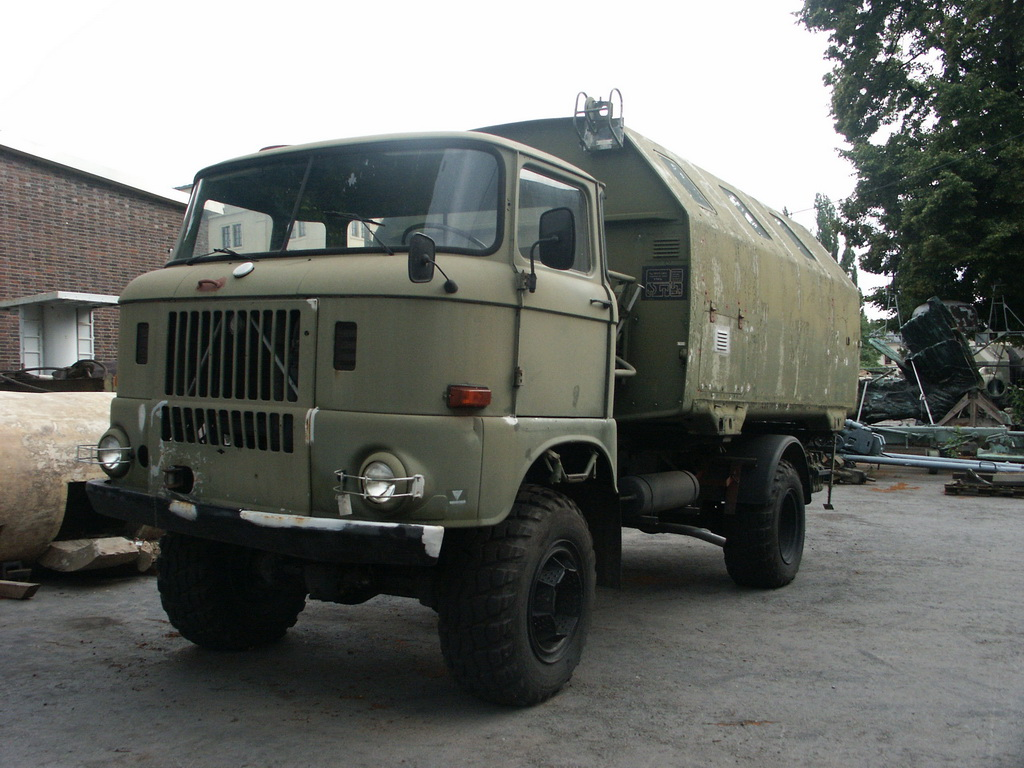
IFA L60

Het IFA-Kombinat Nutzfahrzeuge Ludwigsfelde omvatte de volgende fabrieken:
In Werdau is slechts een type, gedurende een vrij korte periode, geproduceerd, de IFA G5. De opvolger IFA W50 werd in Werdau ontwikkeld (vandaar de W in de typenaam) maar geproduceerd in Ludwigsfelde, evenals de IFA L60.
In Zittau werden vrachtauto's gebouwd door Robur, voorheen Phänomen.
Uit Waltershausen stamt de Multicar. Van alle IFA-merken is slechts Multicar overgebleven en is nu onderdeel van Hako, een bedrijf dat veegwagens maakt.
Ook de tractoren en grondverzetmachines van IFA (o.a. de Fortschritt) vielen onder deze divisie